# آتو فرایس
آتو فرایس (انگلیسی: Otto Fries؛ ‏ ۲۸ اکتبر ۱۸۸۷ – ۱۵ سپتامبر ۱۹۳۸) بازیگر اهل ایالات متحده آمریکا بود.
از فیلم‌هایی که وی در آن نقش داشته‌است، می‌توان به همه‌فن‌حریف، صد سال دوم، آوای فاخته، ولشون کن بخندن، از صفر تا صد، ما را ببخشید، متواری، فساد، جشن فوتلایت، میلیون‌ها شنبه، گروه موسیقی وارد می‌شود، آنا کارنینا، شبی در اپرا، داستان لوئی پاستور، دختر شهر کوچک، جاسوسی، ستاره‌ای انتخاب کن، پرواز آزمایشی، گروه رگتایم الکساندر، برادوی بیل و وصله ناجور مهمانی آخر هفته اشاره کرد.